# Offida
Offida is een gemeente in de Italiaanse provincie Ascoli Piceno (regio Marche) en telt 5361 inwoners (31-12-2004). De oppervlakte bedraagt 49,2 km², de bevolkingsdichtheid is 109 inwoners per km².
De volgende frazioni maken deel uit van de gemeente: San Barnaba, Santa Maria Goretti en Borgo Miriam.

## Demografie
Offida telt ongeveer 2002 huishoudens. Het aantal inwoners daalde in de periode 1991-2001 met 0,9% volgens cijfers uit de tienjaarlijkse volkstellingen van ISTAT.
| Jaar | Inwoneraantal |
| ---- | ------------- |
| 1991 | 5377          |
| 2001 | 5327          |

## Geografie
De gemeente ligt op ongeveer 293-350 m boven zeeniveau.
Offida grenst aan de volgende gemeenten: Acquaviva Picena, Appignano del Tronto, Castel di Lama, Castignano, Castorano, Cossignano, Monsampolo del Tronto, Ripatransone en Spinetoli.

## Galerij

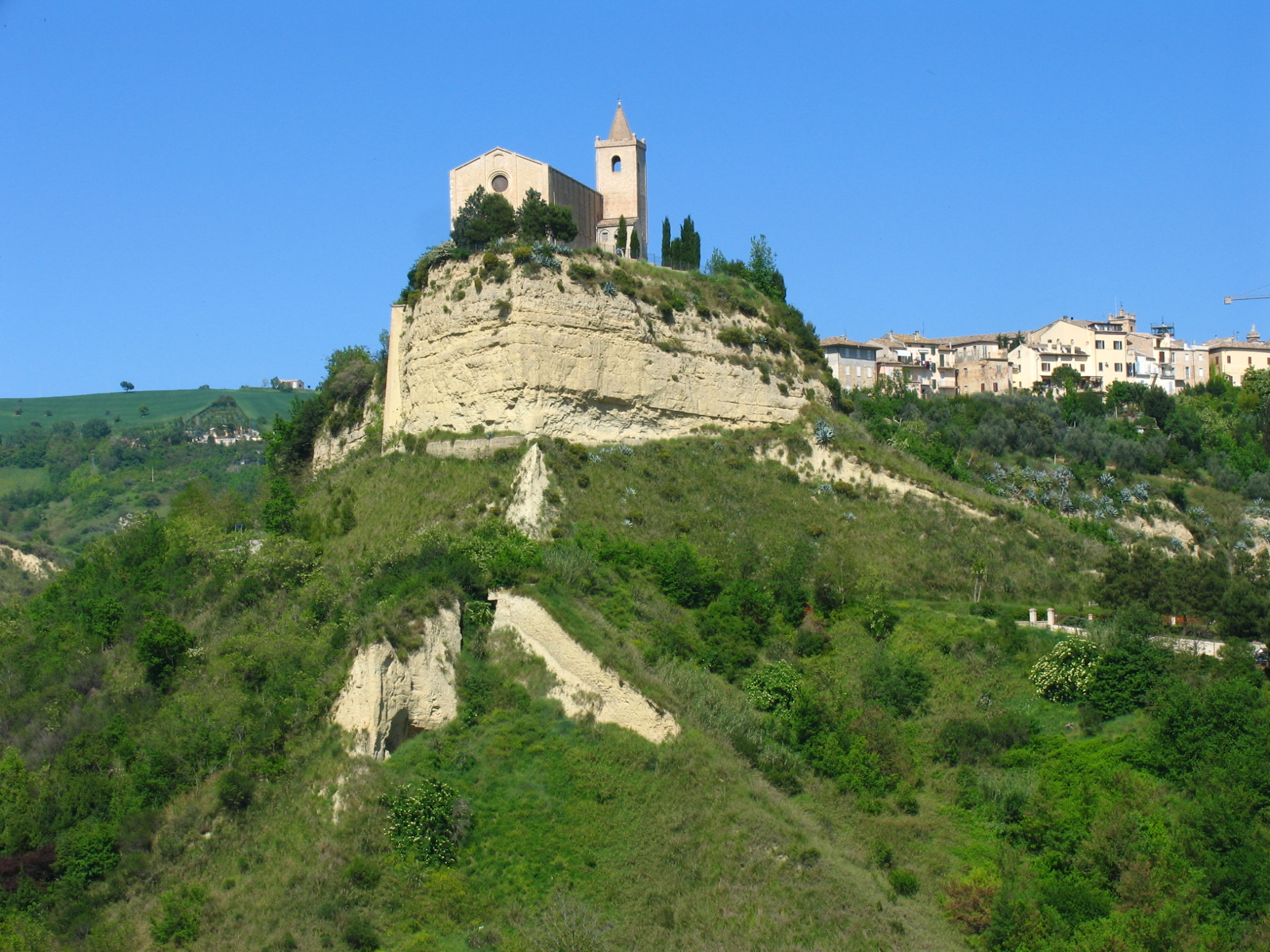
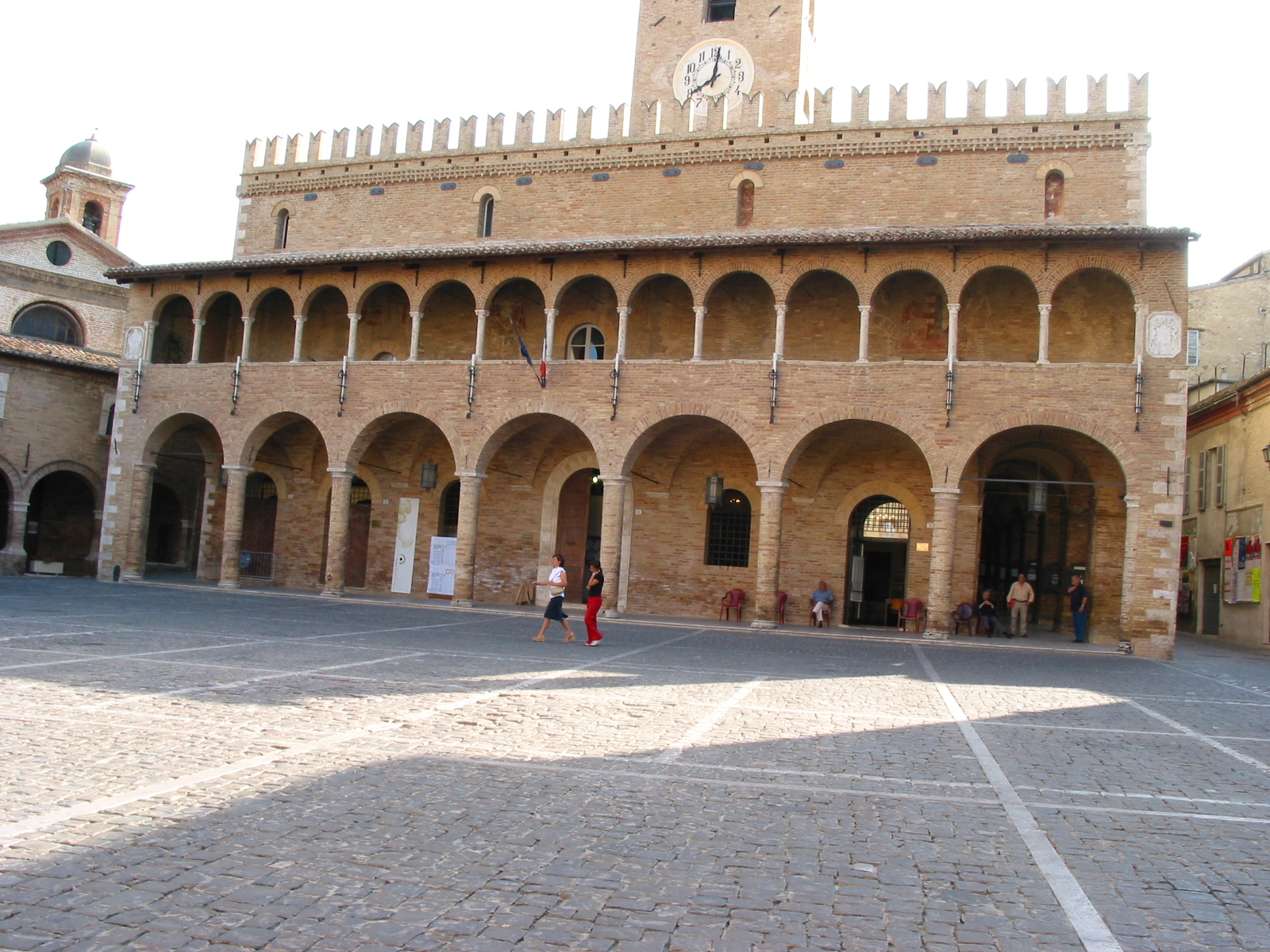
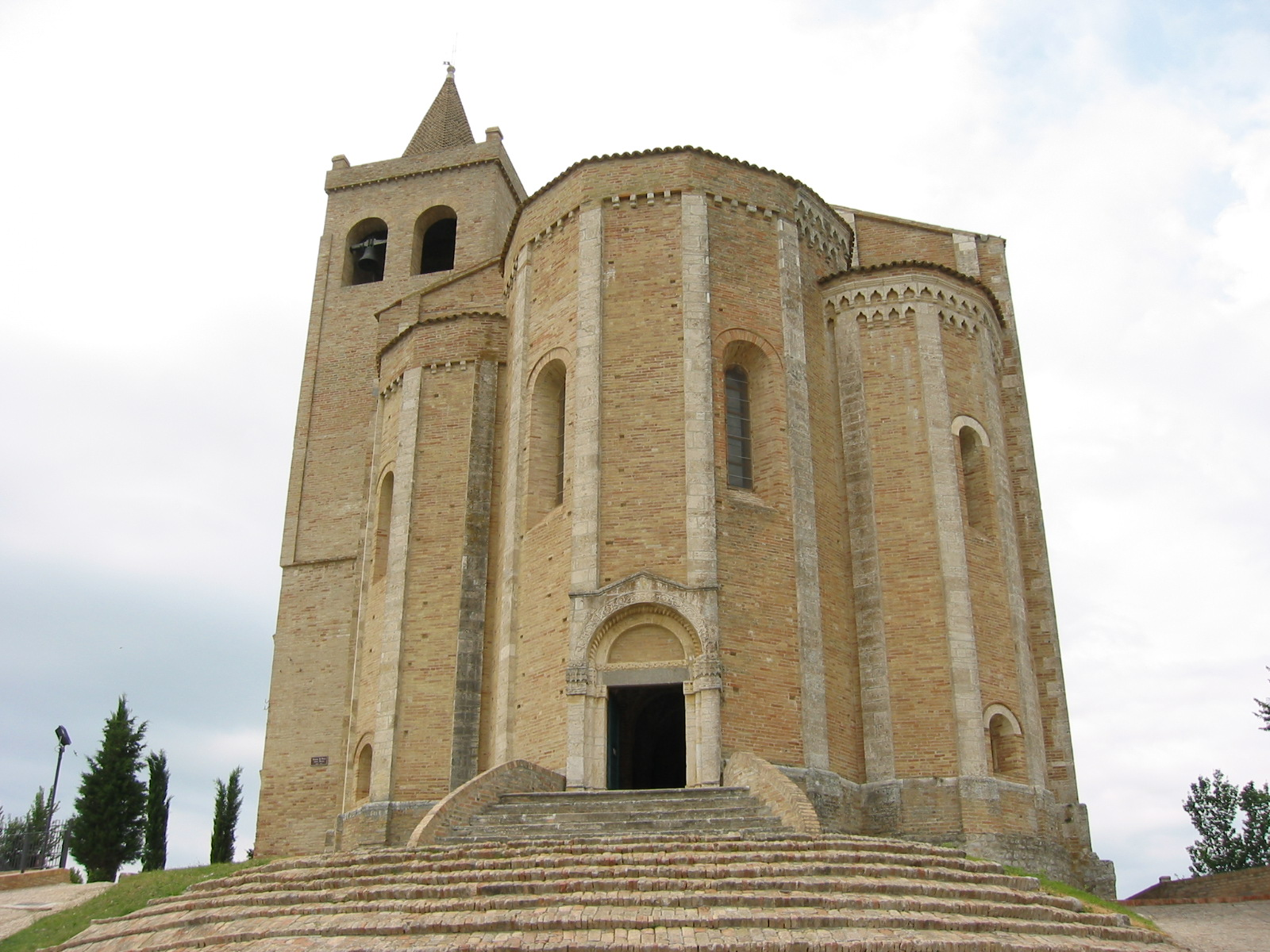
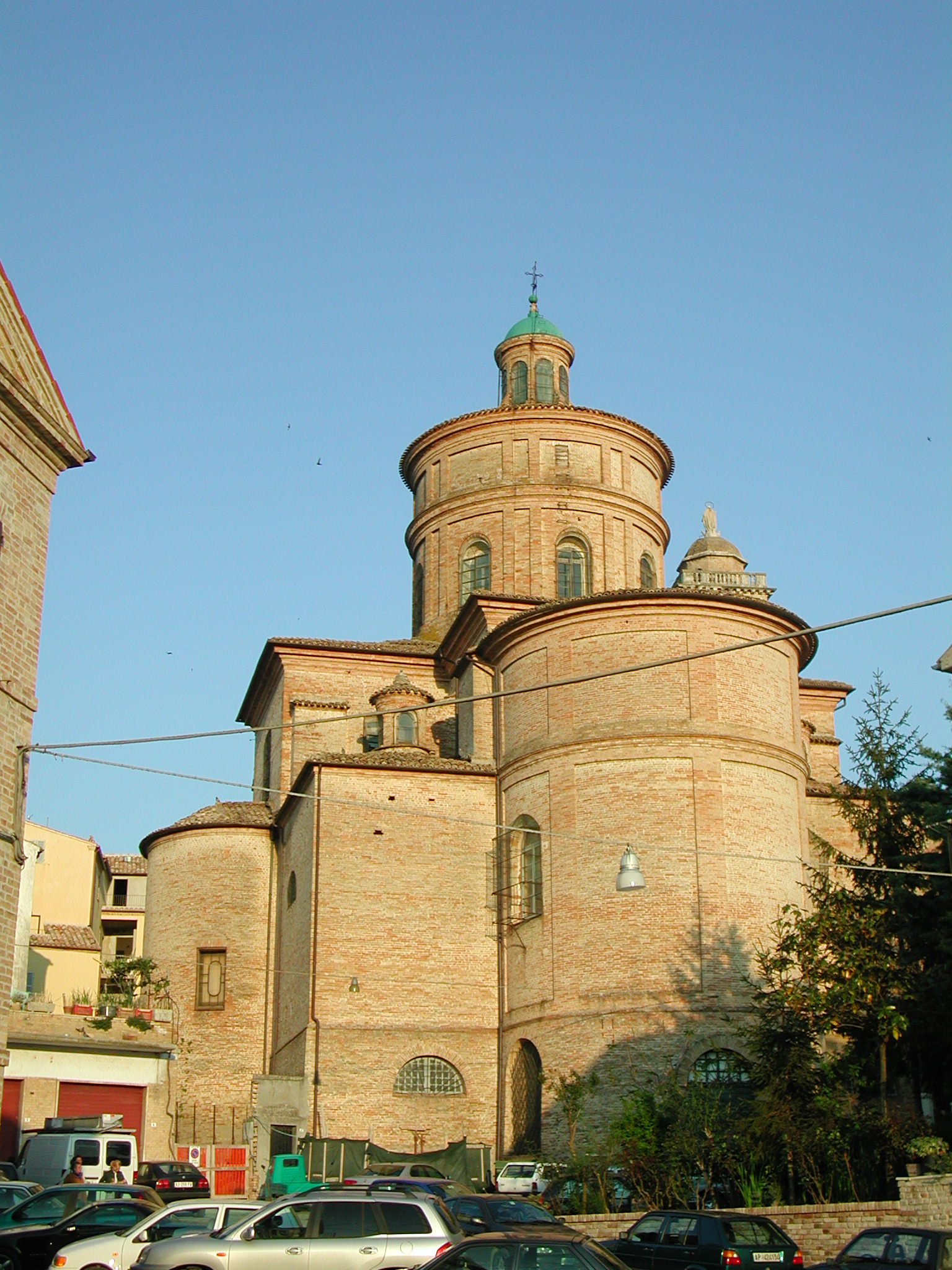

Acquasanta Terme · Acquaviva Picena · Appignano del Tronto · Arquata del Tronto · Ascoli Piceno · Carassai · Castel di Lama · Castignano · Castorano · Colli del Tronto · Comunanza · Cossignano · Cupra Marittima · Folignano · Force · Grottammare · Maltignano · Massignano · Monsampolo del Tronto · Montalto delle Marche · Montedinove · Montefiore dell'Aso · Montegallo · Montemonaco · Monteprandone · Offida · Palmiano · Ripatransone · Roccafluvione · Rotella · San Benedetto del Tronto · Spinetoli · Venarotta
1. ↑  https://demo.istat.it/?l=it.